# فيل ويلسون
فيل ويلسون (بالإنجليزية: Phil Wilson)‏ (16 أكتوبر 1960 المملكة المتحدة - ) هو لاعب كرة قدم بريطاني يلعب كلاعب وسط.